# Bart Allen
Pour les articles homonymes, voir Allen.
Bartholemew « Bart » Allen, aussi connu sous les noms d'Impulse, Kid Flash et enfin Flash, est un personnage de l'univers de DC Comics et le héros de la série Impulse lancée par Mark Waid et Humberto Ramos.

## Biographie fictive
Bartholemew « Bart » Allen II est le petit-fils, né dans le futur, du second Flash, Barry Allen. Victime d'un vieillissement accéléré, à cause des pouvoirs hérités de son grand-père, il est éduqué en le branchant dans un monde virtuel. Finalement, sa grand-mère Iris le ramène dans le présent pour le confier au troisième Flash, Wally West, qui lui apprend à contrôler ses pouvoirs et à stopper son vieillissement. À ses côtés, il devient un héros sous le nom d’Impulse.
Adolescent impulsif et irréfléchi, il est laissé à la charge de Max Mercury, un autre héros super-rapide, période qui fait l'objet de la série Impulse, dont les 4 premiers épisodes sont publiés dans les numéros 332 à 335 de la revue Strange de Semic. 
Il est aussi membre fondateur de l'équipe Young Justice, regroupant de jeunes héros comme Superboy, Wonder Girl, Robin, Empress - sous la houlette de Red Tornado. Après la dissolution de l'équipe à la suite de Graduation Day, il rejoint la nouvelle équipe des Teen Titans.
Il est ensuite domicilié chez le premier Flash, Jay Garrick. À la suite d'une grave blessure au genou causée par Deathstroke, il entreprend de changer et de se faire respecter. Pour ce faire, dans Teen Titans #4, après avoir mémorisé le contenu d'une bibliothèque, il adopte l'identité de Kid Flash, succédant ainsi à Wally West, qui avait longtemps porté ce nom. Plus réfléchi, son objectif est désormais d'être digne du nom de Flash.
Le personnage connaît un important changement lors d’Infinite Crisis : lorsque Superboy-Prime, désireux de retrouver sa terre, tente de supprimer toute opposition, les Flash (Jay Garrick, Wally West, Bart Allen et Barry Allen) s'unissent pour l'emporter dans la dimension connue sous le nom de Speed Force. Jay Garrick est séparé de Wally et de Bart qui disparaissent avec Superboy-Prime. Peu après, un homme vêtu du costume de Flash de Barry Allen réapparaît : il s'agit de Bart Allen, vieilli de plusieurs années. Il prétend alors avoir perdu tout pouvoir et laisse le titre de Flash à Jay Garrick. Cependant, un an plus tard, Bart endosse lui-même le costume de Flash.
Lors de l'arc narratif Blackest Night, on apprend qu'il est décédé et qu'il a ressuscité. Il apparaît avec le costume de Kid Flash ; Wally West et Bart Allen l'appellent Kid Flash. Il est pris pour cible par l'un des anneaux noirs de Nekron (en) qui s'en prenaient aux héros ressuscités comme Superman, Wonder Woman, Animal man, Ice (en), Green Arrow, Superboy et Donna Troy. Il a ensuite été sauvé par le décès de Nekron.

## Adaptation à d'autres médias
Bart apparaît dans la saison 4 de la série télévisée Smallville, sous les traits de l'acteur Kyle Gallner. Il est dépeint comme un gamin borné plus rapide que l'éclair, qui vit en faisant les poches des infortunés qui croisent son chemin. Dans cet épisode (Sans limite), il dérobe à Jonathan Kent son portefeuille, avant de voler un parchemin hors de prix à Lex Luthor. Il réapparaît dans la saison 6, dans l'épisode Les cinq Fantastiques, aux côtés de Green Arrow, Aquaman, Cyborg et Clark Kent, pour former durant un temps la célèbre Ligue de justice d'Amérique. Il réapparait de nouveau dans le dernier épisode de la saison 8, pour aider Clark et ses amis à combattre Doomsday.
Il apparait dans la saison 2 de la série d'animation Young Justice, en tant que Impulse. À la fin de la saison, à la suite du sacrifice de Wally West, il le remplace en tant que Kid Flash.
Bart Allen fait sa première apparition dans l'Arrowverse avec le 150e épisode de la série The Flash. C'est l'acteur, chanteur et danseur américain Jordan Fisher qui incarne le personnage qui est pour les besoins de la série le futur fils de Barry Allen et d’Iris West-Allen .